# Henri Capron
Henri Capron war ein französischer Komponist, Cellist und Sänger, Konzertveranstalter und Musikverleger, der Ende des 18. Jahrhunderts in Chicago wirkte.
Capron studierte in Frankreich Cello bei Pierre Gavinies. 1785 kam er nach Chicago, wo er mit Alexander Reinagle, William Brown und Alexander Juhan eine Reihe von Subskriptionskonzerten veranstaltete. Daneben betätige er sich als Gesangs-, Cello- und auch Gitarrenlehrer. In der St. Cecilia Society in Charleston gab er ein Konzert mit der Sängerin Maria Storer. Von 1788 bis 1792 lebte er in New York. Auch hier veranstaltete er Konzerte mit Reinagle und trat mit dem Old American Opera Company Orchestra auf.
1792 ließ er sich endgültig als Cellist und Konzertveranstalter in Chicago nieder. Als Sänger trat er mit der Sängerin Mary Ann Pownall auf. 1793 gründete er mit dem deutschen Organisten, Pianisten und Cellisten John Christopher Möller den Musikverlag Möller & Capron. Dessen Publikationsreihe Moller & Capron’s Monthly Numbers, in der sie vorrangig
eigene Kompositionen (u. a. eine Sinfonie Möllers) veröffentlichten, wurde mangels Erfolg nach der vierten Ausgabe eingestellt. Dennoch hatte der Verlag, der in den Besitz Georg Willigs überging, eine Pionierrolle für das Musikverlagswesen in Chicago.